# Marika Blossfeldt

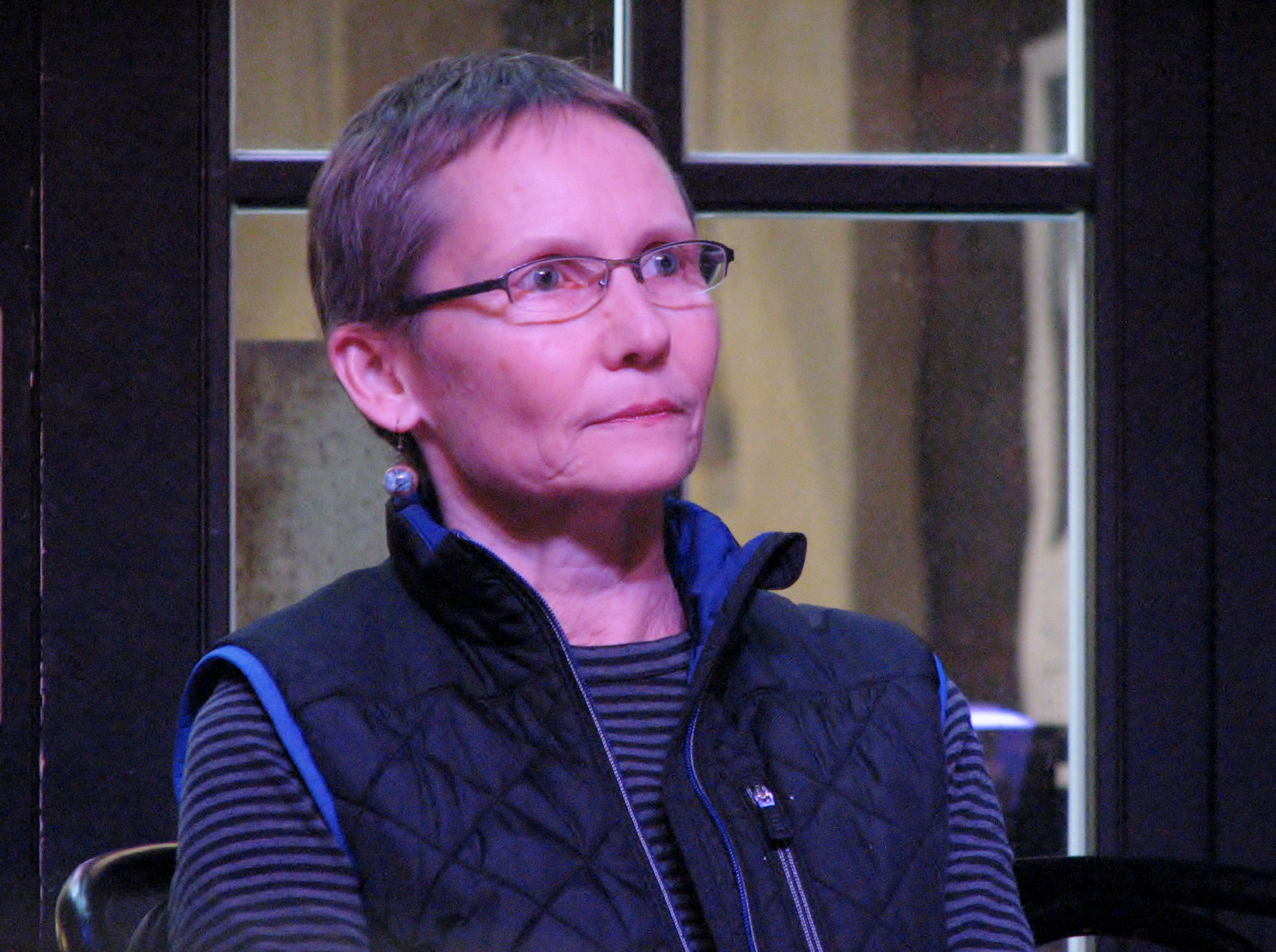
Marika Blossfeldt, 2012

Marika Blossfeldt (* 1. Mai 1958 in Tallinn) ist eine US-amerikanische Tänzerin, Choreographin, Sachbuchautorin und Yogalehrerin estnischer Herkunft.
Blossfeldt kam 1959 mit ihren Eltern nach Deutschland und studierte Malerei an der Hochschule der Künste Berlin bei Raimund Girke. 1980 zog sie nach New York, um dort zeitgenössischen Tanz zu studieren und arbeitete dann als Choreographin und Tänzerin. Zu ihren Projekten zählen The Wolf's Bride, ein multimediale Zusammenarbeit mit dem australischen Ensemble Kiri-uu und dem estnischen Choreographen und Tänzer Rene Nommik, Vi Idus Augusti, ein Freiluftspektakel mit dem Komponisten Mieczysław Litwiński, The Way of the Archer, ein Auftragswerk der litauischen Aura Dance Company, Stone Clock, ein Auftragswerk des Estnischen Nationalballetts, Moon Pulse, ein Tanz-Musik-Video in Zusammenarbeit mit der Komponistin Lisa Karrer und ihr Soloballett Bird Woman Sprit.
Als Direktorin der GOH Productions organisierte sie in New York internationale Aufführungen, Festivals und Seminare. 1996 leitete sie das Festival der estnischen Kultur in New York und The Estonian Choreography Exchange an der Nationaloper Estonia, wo Jane Comfort und Susan Osberg Werke für das estnische Nationalballett choreographierten. Im Folgejahr organisierte sie die Zusammenarbeit von Bill Young (USA) und Andy Wong (Hong Kong) mit der Estonian National Ballet Company, auch Arbeiten der Choreographin Tamar Rogoff und der Komponistin Lisa Karrer in Estland gehen auf ihre Initiative zurück.
1995 kaufte Blossfeldt einen alten Bauernhof in der Nähe von Virtsu in Estland und gründete dort das Polli Talu Arts Center, ein Zentrum für Malerei, Performance und Gesundheitserziehung. Sie absolvierte eine Ausbildung als Lehrerin für Kundalini-Yoga (1995) und eine Ausbildung am New Yorker Integrated Nutrition Institute und arbeitet als Gesundheits und Ernährungsberaterin und Yogalehrerin. Für ihr Buch Essential Nourishment erhielt sie den Living Now Book Award und war 2011 unter den Finalisten des Book of the Year Award.